# Aepophilus bonnairei
Aepophilus bonnairei Signoret, 1879, è un piccolo insetto predatore dell'Ordine dei Rincoti (Sottordine Heteroptera). È l'unica specie compresa nella famiglia Aepophilidae appartenente all'infraordine dei Leptopodomorpha, secondo alcune fonti inclusa nella famiglia Saldidae.

## Morfologia e biologia
A. bonnairei è un insetto di piccole dimensioni, con corpo bruno-rossastro e lungo circa 3 mm. Il capo è privo di ocelli ed ha antenne e rostro rispettivamente composti da quattro e tre articoli.
Il torace ha il mesoscutello relativamente piccolo. Le ali anteriori sono più brevi dell'addome e le zampe hanno tarsi di tre articoli, con due unghie apicali.

## Habitat
Specie tipicamente marina, è denominata dagli anglosassoni con il nome di marine bug ("cimice marina"). Il suo habitat è infatti rappresentato dalla zona interessata dalle maree (zona intertidale). Vive sulle rocce, rifugiandosi nelle cavità, contenenti aria, durante l'alta mare ed è in grado di muoversi sulla superficie. Preda piccoli Artropodi oppure si nutre a spese di animali morti.

## Distribuzione
Specie europea, si rinviene sulle coste dell'Atlantico, dalle Isole Britanniche al Nordafrica.